# Charbonnage de Monceau Fontaine
Charbonnage de Monceau Fontaine is de naam van een belangrijk bedrijf in de steenkoolwinning, dat gesitueerd was in het bekken van Charleroi. Het heeft zich ontwikkeld vanuit Monceau-sur-Sambre.

## Voorgeschiedenis

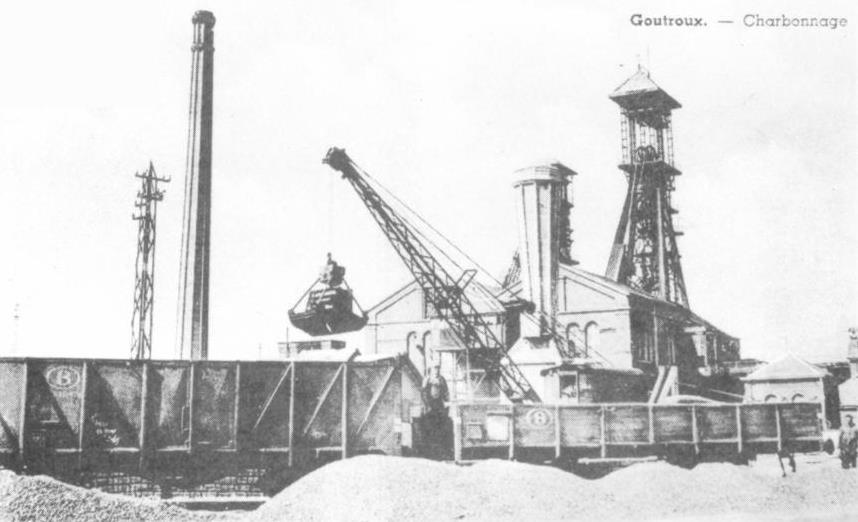
Put nummer 14 in bedrijf

Reeds bestonden er in de streek zogenaamde cayats, dat waren kleine, ambachtelijk bedreven steenkoolmijnen van geringe diepte.
In 1804 bracht de voormalige heer van Monceau, Charles-Alexandre de Gavre, deze cayats in één maatschappij samen, en aldus ontstond de Société de Monceau-Fontaine.
Men vroeg een concessie aan voor een gebied dat zich uitstrekte tot de buurgemeenten van Monceau, te weten: Fontaine-l'Évêque, Forchies-la-Marche, Jumet, Marchienne-au-Pont, Landelies, Souvret en Courcelles. Concurrerende firma's voelden zich door deze concessie-aanvraag bedreigd, en werkten tegen.
Pas in 1836 werd de oprichting van de maatschappij officieel bekrachtigd, en in 1846 bedroeg de oppervlakte van de concessie 1.748 ha. In 1852 werd de in 1807 gestichte Charbonnage du Martinet opgekocht. Deze was failliet gegaan en werd publiekelijk verkocht. Ze bezat een concessie van 350 ha onder Roux en Monceau. Aldus werd ook de naam van de onderneming veranderd in: Société Anonyme des Charbonnages de Monceau Fontaine et du Martinet.
In 1869 werd nog eens 250 ha aan het concessiegebied toegevoegd onder Fontaine l'Évêque en Anderlues, door overname van de naburige steenkoolmijnen van Bayemont, Amercoeur en van de Propriétaires Réunies.
In 1874 fuseerde de maatschappij met de Compagnie du Charbonnage de Piéton-Centre. De concessie werd opnieuw met 625 ha uitgebreid en bedroeg nu 2941 ha. In 1885 volgde de overname van de Société Anonyme de Forchies, die twee jaar daarvoor was opgericht. Opnieuw werd 196 ha aan de concessie toegevoegd. In 1890 kocht de onderneming nog eens een concessie van 80 ha van de Charbonnage de Carnières-Sud et Viernoy. In 1897 werd de concessie met nog eens 307 ha uitgebreid, deze bevond zich onder Fontaine-l'Évêque, Leernes, Landelies, Monceau-sur-Sambre en Montigny-le-Tilleul.
Begin 20e eeuw deed de mechanisatie haar intrede. Persluchthamers en steenboren werden nu ingezet, waardoor de productiviteit sterk steeg. In 1904 werd 580 kton steenkool gewonnen, waarmee de onderneming de op een na grootste werd, na de Houillères Unies die te Gilly gevestigd was en een jaarproductie van 600 kton behaalde.
In 1908 werd de Société du Charbonnage de Marchienne overgenomen. Deze bezat een concessie van 550 ha en was zelf een resultaat van de fusie van drie mijnbouwfirma's: De Charbonnages de la Réunion uit 1824, de Charbonnages des Propriétaires Réunies uit 1838, en de Charbonnages de Saint-Martin. Na de fusie werd de oude naam: S.A. des Charbonnages de Monceau Fontaine, weer aangenomen.

## Verdere groei

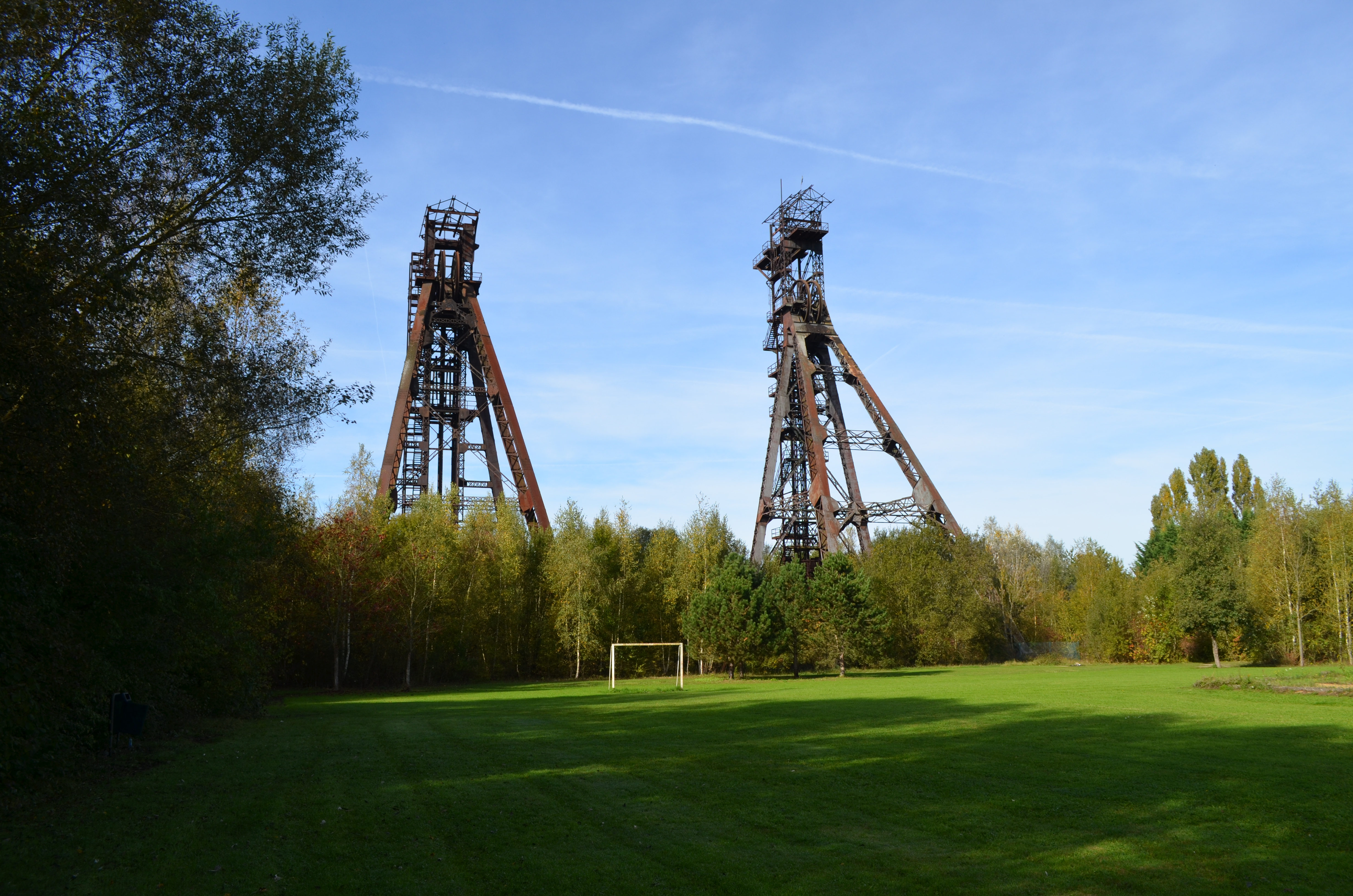
Schachtbokken van de put "Péchon" te Couillet

In 1929 werd een nieuwe kolenwasserij in gebruik genomen, met een capaciteit van 5 kton steenkool per dag. Ook kwam een brikettenfabriek in gebruik die 900 ton per dag kon verwerken. De aanvoer geschiedde met mijnwagentjes of, voor de verder verwijderde schachten, met een hangend spoor of met een conventionele spoorweg. Er werkten toen 4871 mensen en er werd 800 kton steenkool per jaar geproduceerd.
In 1931 volgde een nieuwe fusie, nu met de Société Anonyme des Charbonnages de Marcinelle-Nord. Deze in 1826 opgerichte maatschappij bezat een concessie van 2.317 ha, welke zich bevond onder Marchienne-au-Pont, Montignies-sur-Sambre, Couillet, Bouffioulx, Loverval, Acoz, Joncret en Gerpinnes. Er waren nu 12 schachten in bedrijf en de jaarlijkse productie overschreed in 1933 de 1.000 kton.
Na de Tweede Wereldoorlog was, ten gevolge van fusies, het aantal mijnbouwondernemingen in de streek van Charleroi gedaald tot 23. Ook de Charbonnage de Monceau Fontaine nam in 1947 weer een bedrijf over, en wel de Société Anonyme des Charbonnages du Nord de Charleroi, welke een concessie van 928 ha bezat, onder Courcelles, Souvret, Roux, Monceau, Fontaine-l'Évêque, Forchies en Trazegnies. Hiermee kwam het totale concessiegebied op 7.260 ha, gelegen onder 25 gemeenten en zich over 16,8 km uitstrekkend van oost naar west.
Ondertussen was er sprake van een versterkte immigratie. Het aandeel der Belgische mijnwerkers was in 1948 reeds gedaald tot 57%. In de jaren 50 van de 20e eeuw werkten er 8.500 mensen, waarvan 75% in de directe afbouw. Zij produceerden jaarlijks meer dan 1.500 kton steenkool. Het topjaar was in 1954, toen er 1.674 kton steenkool werd geproduceerd. Men bezat toen een elektrische centrale, drie kolenwasserijen en drie briketteringsfabrieken. Men produceerde omstreeks 6% van het Belgische totaal aan steenkool.

## Neergang
Na het topjaar ging het bergafwaarts. In 1958 werd er nog 1.398 kton geproduceerd, en in 1970 was dit nog slechts 739 kton. Het bedrijf, geleid vanuit de Société Générale, ging over naar de Groep Brederode, een investeringsmaatschappij. De ene schacht na de andere werd gesloten, de laatste, te Piéton, op 31 maart 1980. Dit markeerde het einde van de maatschappij, die daarmee de op een na laatste was die definitief werd gesloten.
De installaties werden afgebroken en de putten werden afgedekt met beton. De letters M.F. op de afdekplaten herinneren nog aan de vroegere maatschappij.

## Schacht no 19
Deze schacht, te Marchienne, behoorde met 1.455 meter diepte tot één der diepste van Europa. Ze werd in 1919 in gebruik genomen en werd één der belangrijkste zetels van de maatschappij. Op 7 februari 1932 verloren 17 mijnwerkers hier het leven.
In de jaren 50 van de 20e eeuw werd deze mijn sterk gemechaniseerd en de productie liep op tot 1 kton per dag. De steenkoollagen bereikten een hoogte van 3 meter.
De voorgenomen sluiting van de schacht zou zijn op 31 maart 1980, maar de protestbeweging tegen de sluiting bracht de directie ertoe deze met nog een jaar te vervroegen. Na de sluiting werd de schacht nog tot 1991 gebruikt voor de winning van mijngas, waartoe een betonnen afdekking met doorvoer van leidingen werd aangebracht. Persluchtcompressoren werden omgebouwd tot gaspompen.

## Externe bron
- Dit artikel of een eerdere versie ervan is een (gedeeltelijke) vertaling van het artikel Charbonnage de Monceau Fontaine op de Franstalige Wikipedia, dat onder de licentie Creative Commons Naamsvermelding/Gelijk delen valt. Zie de bewerkingsgeschiedenis aldaar.